# 蘇式小巴

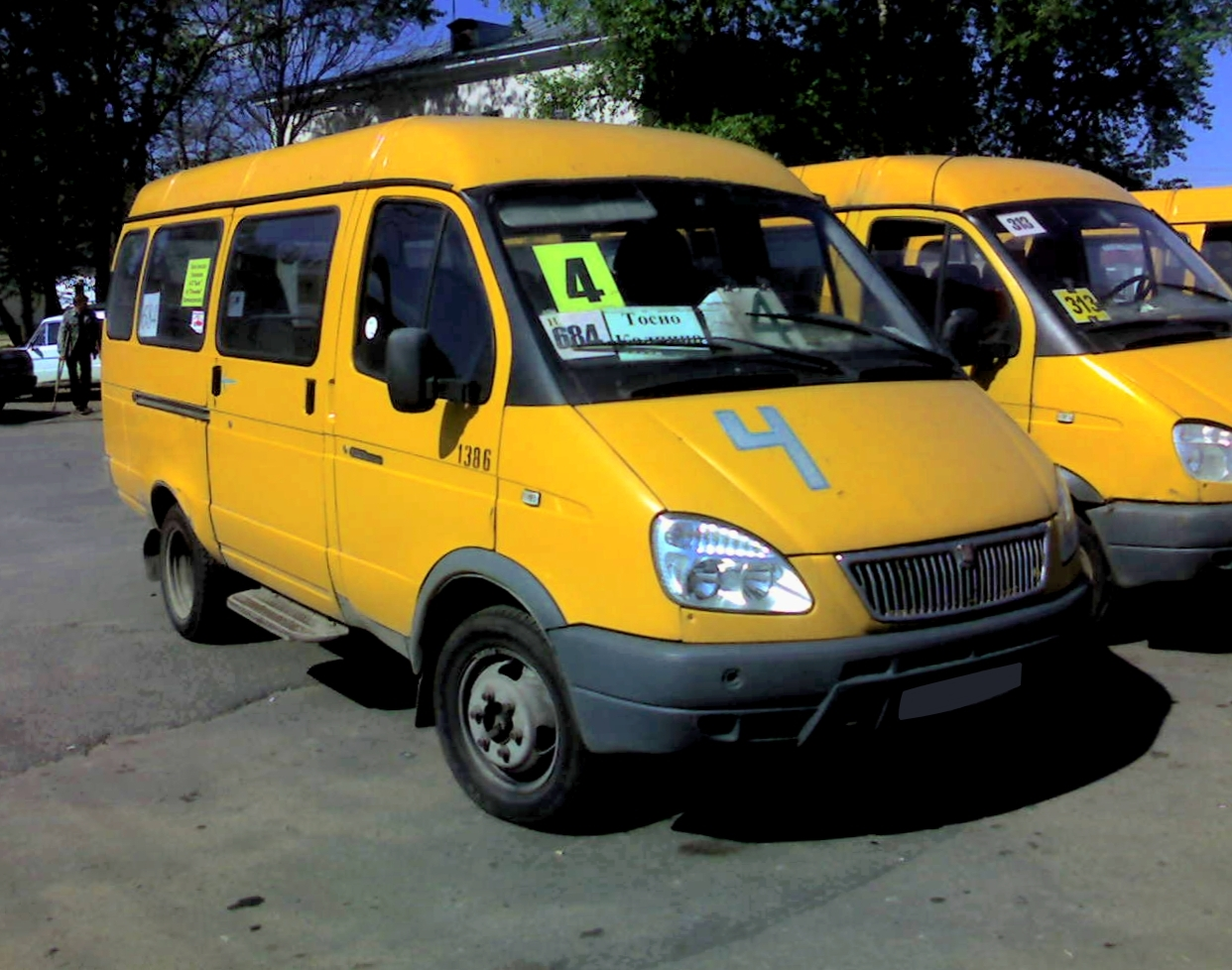
攝於托斯諾的一輛高爾基蘇式小巴

蘇式小巴，又稱定綫小巴（直译：「「定线計程車」」；三語通常省略為），是一種常見於独立国家联合体（前蘇聯解体后独立的部分国家）、烏克蘭、波罗的海国家及保加利亚各城市的私營載客交通工具，名字中雖然有即計程車之意，但其營運方式更接近香港的公共小巴。

## 歷史
蘇式小巴是來源於二次大戰前的計程車，當時這些計程車是有固定路線，以普通私家車經營。至1960年代，開始改用厢型车。隨著蘇聯解體，東歐政權相繼變更，蘇式小巴發展一日千里，而設計上亦較多樣，除了普通厢型车，也有配備公共巴士車身的短車。

## 常見的國家

### 乌克兰
- 基輔定綫小巴

## 圖片

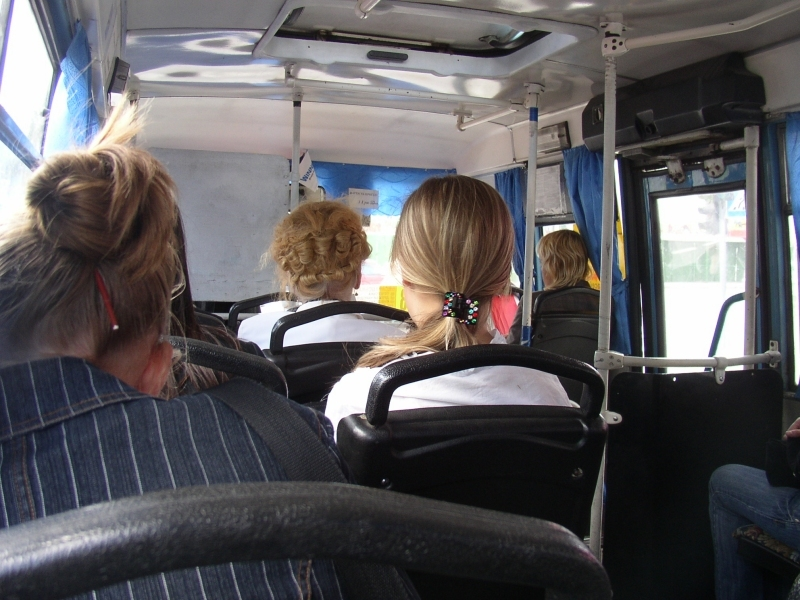
蘇式小巴車廂一攝
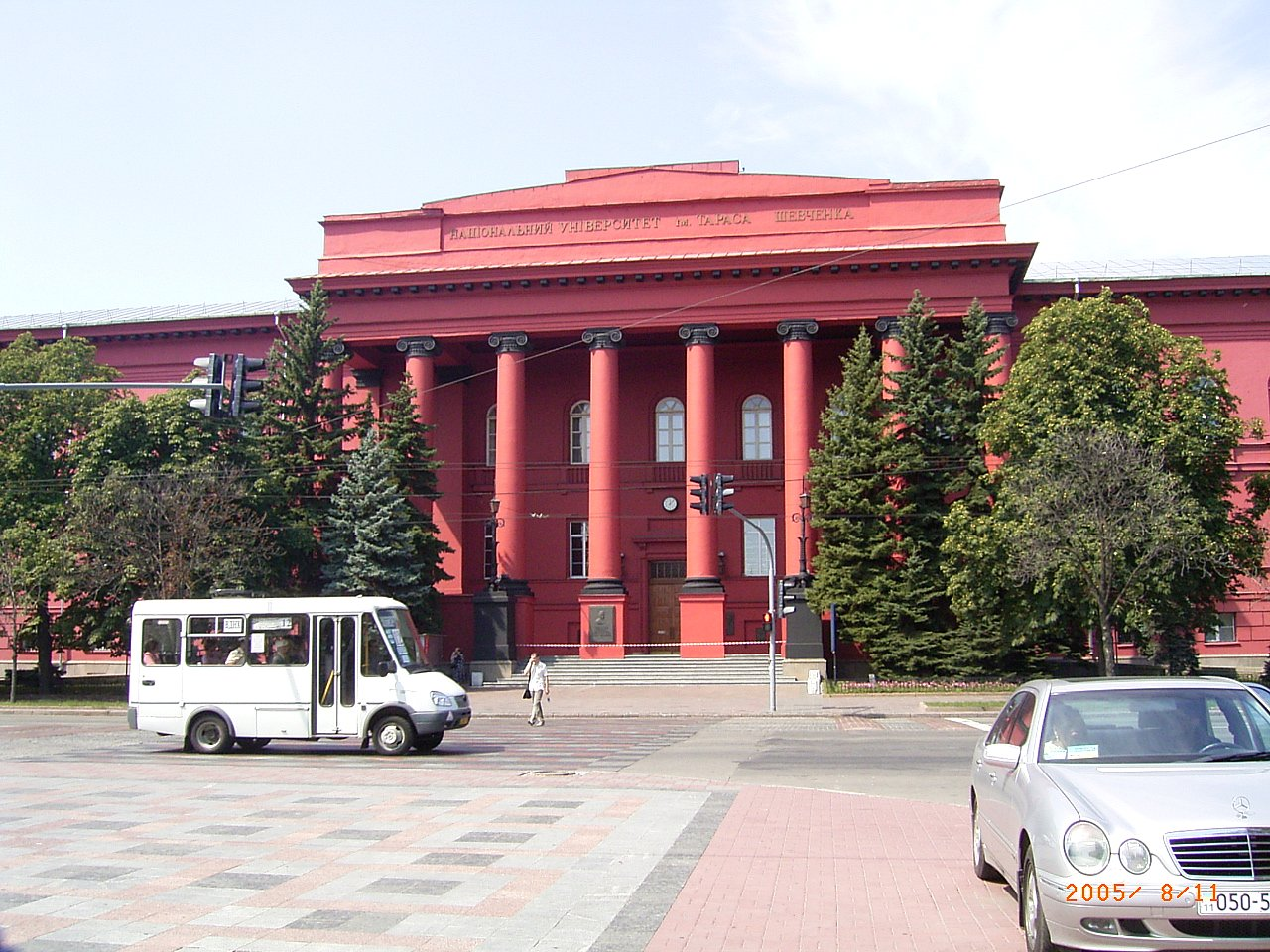
途經烏克蘭基輔大學門口的蘇式小巴
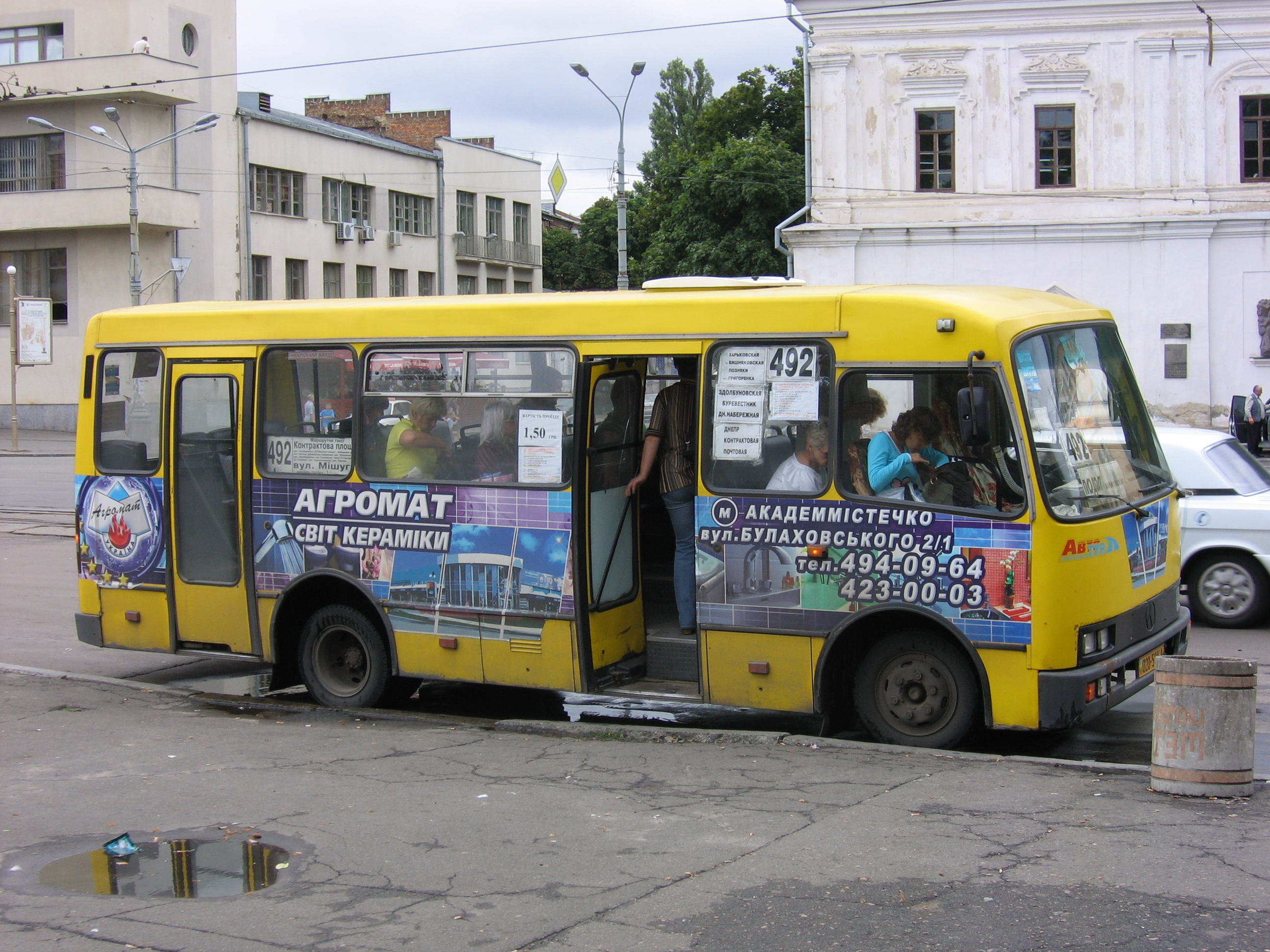
烏克蘭雙門設計的蘇式小巴
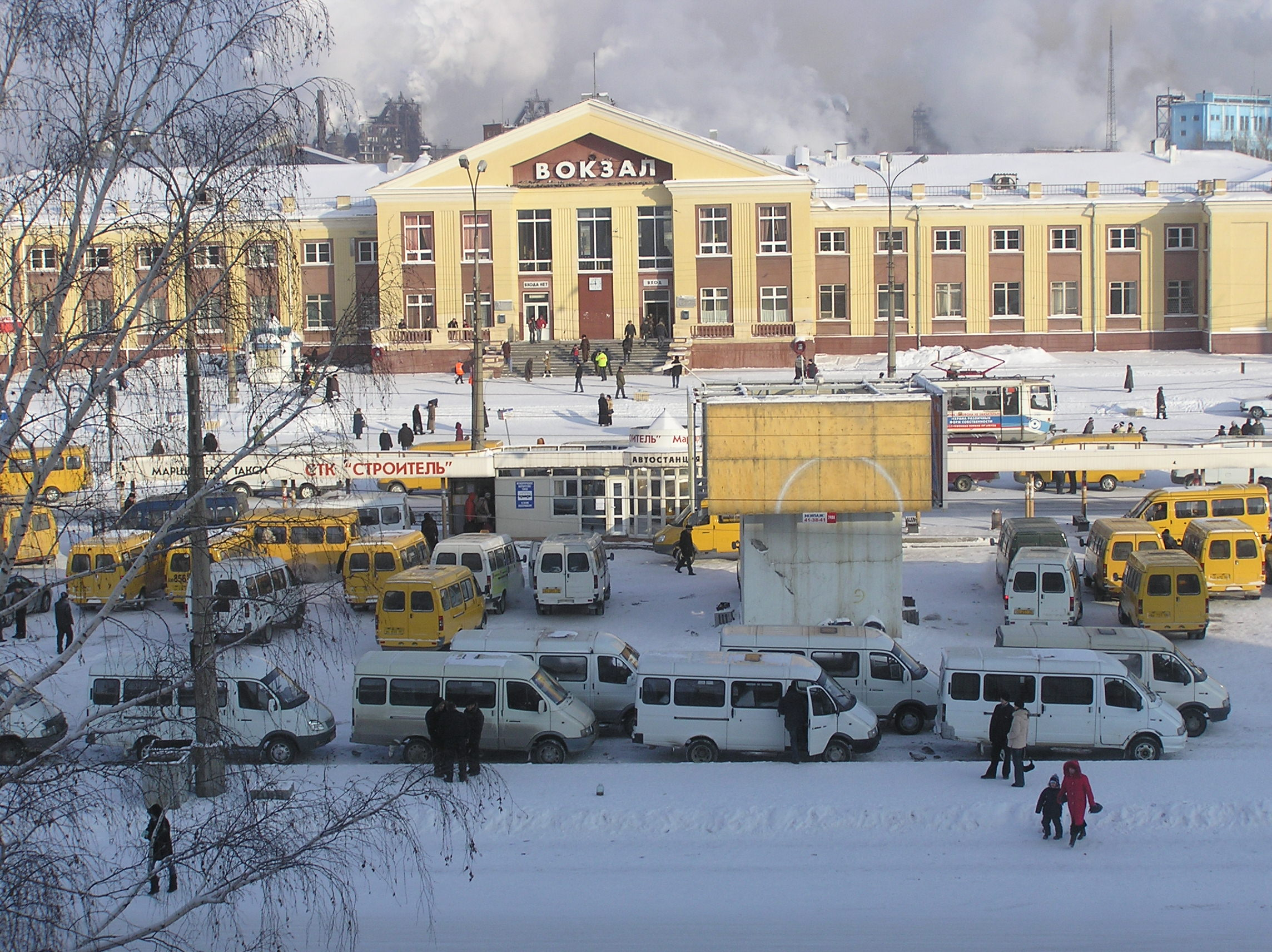
大批蘇式小巴停泊在俄羅斯下塔吉爾的火車站

## 備注
1. ↑  俄語羅馬化：Marshrutnoye taksi
2. ↑  烏克蘭語羅馬化：Marshrutne taksi
3. 白俄羅斯語羅馬化：Marshrutnaye taksi
4. ↑  羅馬化：Marshrutka